# Soyouz 18
Soyouz 18 est un vol du programme spatial de l'Union soviétique lancé le 24 mai 1975.
La mission occupe la station Saliout 4 et est prolongée pour durer 63 jours. Ainsi, Soyouz 18 reste en orbite au moment où a lieu la mission Soyouz 19, participante au programme Apollo-Soyouz. De ce fait, quatre soviétiques et trois américains se retrouvent simultanément dans l'Espace.

## Équipage
Les nombres entre parenthèses indiquent le nombre de vols spatiaux effectués par chaque individu jusqu'à cette mission incluse.
- Pyotr Klimuk (2)
- Vitali Sevastyanov (2)
- Vladimir Kovalyonok (0) remplaçant
- Yuri Ponomaryov(0) remplaçant

## Paramètres de la mission
- Masse : 6825 kg
- Périgée : 186 km
- Apogée : 230 km
- Inclinaison : 51.7°
- Période : 88.6 minutes